# Becky Lynch
Rebecca Quin (Dublin, 30 de janeiro de 1987) é uma lutadora de luta livre profissional irlandesa. Ela trabalha atualmente para a WWE, na marca Raw sob o nome de ringue Becky Lynch, sendo a atual campeã intercontinental feminina da WWE em seu primeiro reinado. Ela é considerada uma das maiores lutadoras profissionais de todos os tempos.
Quin começou a treinar como lutadora profissional com Fergal Devitt e Paul Tracey como seus treinadores em junho de 2002, e em novembro ela teve seu primeiro combate. No começo, Quin começou a lutar com seu irmão em combates de equipe e em seguida expandiu sua carreira ao lutar no resto da Europa. Ela começou a lutar regularmente nas companhias One Pro Wrestling, Germany's German Stampede Wrestling e Queens of Chaos, onde venceu o Campeonato da Queens of Chaos em 2006.
Ela competiu na promoção SuperBoys Wrestling, onde foi a campeã inaugural do Campeonato SuperGirls por dez meses. Ela também estreeou na Shimmer Women Athletes em 2006, envolvendo-se em vários combates com Daizee Haze, onde a  luta de duas quedas entre elas se tornou uma das mais aclamadas da luta livre feminina.
Em setembro de 2006, Knox sofreu uma lesão no intestino e foi diagnosticada com prisão de ventre nervo do colo intestinal. Ela estava programado para retornar a luta livre em 2008, mas decidiu aposentar-se de sua carreira. Em 2011, Knox retornou na SHIMMER como manager e em 2013 foi contratado pela WWE, sendo designada ao território de desenvolvimento NXT. Em 13 de julho de 2015 no Raw, ela fez sua estreia no roster principal, e em 11 de setembro de 2016 ela venceu seu primeiro título na WWE, o Campeonato de mulheres do SmackDown, sendo a campeã inaugural do título.

## Carreira na luta livre profissional

### Treinamento e começo de carreira (2002–2005)
Quando adolescente, Quin ouviu que Fergal Devitt e Paul Tracey estariam abrindo uma escola de luta livre na Irlanda, decidindo-se visitar. No começo de junho de 2002, Quin se interessou e iniciou seus treinamentos, junto com seu irmão. Ela fez a estreia cinco meses depois em 11 de novembro sob o nome de ringue Rebecca Knox. Ela se aliou com seu irmão em uma lutas de duplas mistas durante o começo de sua carreira. Mais tarde ela começou a treinar na NWA UK Hammerlock.

### Circuito independente (2005–2008) (2011)

#### Europa
Durante o começo de sua carreira, Knox lutou apenas na Irlanda.
Em 7 de agosto de 2005, Knox lutou em uma luta fatal-4-Way na Fighting Spirit Federation (FSF) pelo Campeonato Mundial das Rainhas da Chaos contra a campeã Nikita, Jersey e Sweet Saraya. Após Nikita deixar o título vago, Knox derrotou Saraya pelo título em 4 de junho de 2006 em um show na Chouilly, França. Ela defendeu o título contra Skye e o perdeu para Saraya na World Association of Wrestling (WAW) em Great Yarmouth, Inglaterra em 23 de setembro.
Durante 2006, Knox competiu na One Pro Wrestling, International Wrestling Zone e German Stampede Wrestling. Durante um combate na GSW, Knox sofreu um curte em cima do olho, postando mais tarde em seu site oficial que estava sentindo dores de cabeça, zumbidos em seu ouvido esquerdo e problemas de vistas desde a lesão. Mais tarde ela foi diagnosticada com possíveis danos em seu oitavo nervo craniano, onde no processo ela cancelou todos seus outros combates que teria durante o resto do ano. Knox então se retirou da luta livre em 8 de maio de 2008.

#### América do Norte
Em 2005, Knox se juntou a SuperGirls Wrestling, uma versão feminina da NWA: Extreme Canadian Championship Wrestling (ECCW). Ela imediatamente iniciou uma rivalidade com Miss Chevius, derrotando-a em 17 de maio na Surrey, Colúmbia Britânica e perdendo em 17 de junho na Port Coquitlam, British Columbia. Entretanto, na noite seguinte ela se aliou com Calum Macbeth derrotando Miss Chevius e Tony Tisoy em uma luta de duplas mistas em Vancouver. Em 24 de junho, Knox derroto Miss Chevius em um show ao vivo na Surrey, Colúmbia Britânica para se tornar a campeã inaugural do Campeonato SuperGirls. Knox defendeu o título contra LuFisto em 23 de setembro nas gravações do DVD Supergirls, retendo o título após acertá-lo em LuFisto e sua manager Scotty Mac aplicar um powerbomb em LuFisto numa mesa. Na noite seguinte ela também defendeu o título com sucesso em dois combates; contra Cheerleader Melissa quando Mac aplicou um Superkick em Melissa e contra Madison, onde Knox usou ilegalmente as cordas para sustentar o pinfall. No décimo aniversário da ECCW em janeiro de 2006 ela derrotou El Phantasmo em uma luta intergender. Em março, Knox rivalizou com Nikki Matthews, derrotando-a em 25 de março e em seguida aliando-se com  Sid Sylum e Gurv Sihra derrotando-a em 31 de março, onde Matthews estava com Phantasmo e Kyle O'Reilly. Knox permaneceu como campeã por 10 meses, perdendo então o título em 21 de abril de 2006 para Lisa Moretti.
Em 14 de outubro de 2005, Knox apareceu na New England Championship Wrestling em Framingham, Massachusetts onde competiu em uma four way match vencida por Violet Flame. Mais tarde naquele mesmo mês, Knox participou de um torneio da All Pro Wrestling (APW) em Hayward, Califórnia. Ela derrotou Morgan na primeira rodada em 28 de outubro, mas perdeu para a futura campeã Mariko Yoshida mais tarde naquela noite. Na noite seguinte ela aliou-se com Cheerleader Melissa e Tiffany perdendo um combate para Rain, Morgan e Hailey Hatred na APW. Ela também apareceu na companhia AWA Pinnacle em 21 de janeiro de 26 de fevereiro de 2006. Em 21 de janeiro ela atuou como árbitra especial em um combate entre Christopher Ryseck e Caden Matthews, onde ajudou Ryseck a vencer acertando uma cadeira em Matthews. Em 26 de fevereiro ela e Ryseck foram derrotados por Matthews em uma handicap match em Pacific, Washington.
Knox então começou a trabalhar na companhia feminina Shimmer Women Athletes em 2006. Em 12 de fevereiro ela derrotou Allison Danger no Volume 3 ao fingir uma lesão. No evento principal do Volume 4 ela perdeu para Daizee Haze, levando-as a rivalizar em seguida. No Volume 5 em 21 de maio, Knox atacou Haze após um combate de Haze contra Portia Perez. Ela então derrotou Haze em uma luta de duas quedas naquele mesmo evento. O combate durou 29 minutos e foi descrito por Dave Prazak como "provavelmente a melhor luta [que ele já viu] nos EUA em anos, se não a melhor". Knox e Haze estavam programadas para uma 60-minute Iron Woman match nas gravações do Volume 7, mas devido sua lesão na Alemanhã a luta foi cancelada. Knox então se aposentou em 26 de abril de 2008, dia no qual ela havia uma luta programada, onde ela alegou não querer continuar seguindo com a carreira de lutadora profissional por algum momento.
Em 26 de março de 2011, Knox retornou a Shimmer como manager da dupla Saraya e Britani Knight.

#### Japão
Em novembro de 2005, Knox começou uma turnê de duas semanas no japão lutando na International Women's Grand Prix, onde ela aliou-se com Aja Kong e Gran Hamada em um combate no evento principal, onde venceram. Em 9 de novembro, Knox venceu uma battle royal em Korakuen Hall, Tokyo. Ela retornou ao japão em agosto de 2006, derrotando Yuri Urai e em 13 de agosto aliou-se com Bullfight Sora derrotando Gami e Kyoko Kimura. Em 18 de agosto ela aliou-se com Yuki Miyazaki derrotando La Amapola e Kimura, onde dois dias depois perdeu uma luta individual para Kimura.

### WWE

#### NXT (2013–2015)

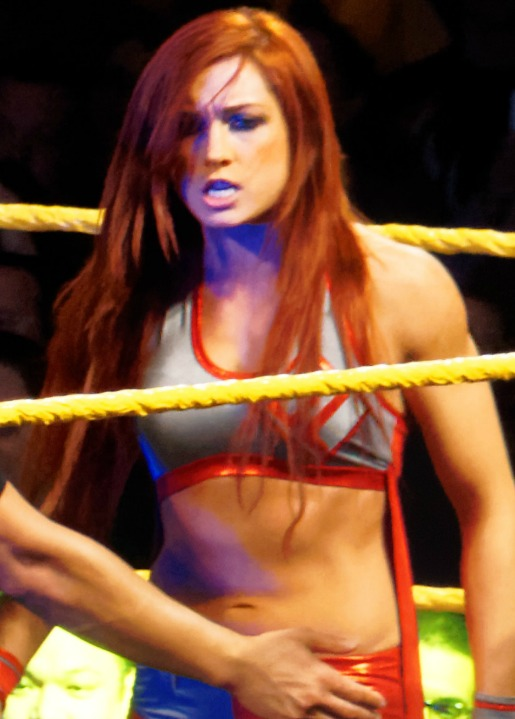
Lynch em março de 2015

Em 8 de abril de 2013, foi anunciado que Quin havia assinado um contrato de desenvolvimento de dois anos com a WWE para o território de desenvolvimento NXT. Em 29 de agosto, Quin revelou seu nome de ringue Becky Lynch, estreitando em um evento ao vivo em novembro.
Lynch fez sua estreia televisionada em 26 de junho de 2014 derrotando Summer Rae. Em 3 de julho, Lynch aliou-se com Bayley, perdendo um combate para "The BFFs" (Campeã das Mulheres do NXT Charlotte e Sasha Banks), onde em seguida começou a competir contra Charlotte em combates não-título. Em 23 de outubro, Lynch foi proposta uma aliança por Banks em troca de fazê-la relevante, onde Lynch atacou Bayley para aceitar a proposta. Elas então começaram a se intitular como "Team B.A.E." (Best at Everything). A aliança começou a se desfazer quando Banks custou Lynch um combate contra Bayley em fevereiro de 2015.
Em 11 de fevereiro no NXT TakeOver: Rival, Lynch participou de uma luta fatal-4-Way pelo Campeonato das Mulheres do NXT envolvendo a até então campeã Charlotte, Banks e Bayley, onde Banks venceu. Em 22 de abril, Lynch venceu uma luta de tripla ameaça contra Charlotte e Bayley para se tornar desafiante ao Campeonato das Mulheres do NXT. Em 22 de maio no NXT TakeOver: Unstoppable, Lynch perdeu o combate para Banks pelo título, estreando um personagem inspirado em  Chandra Nalaar de Magic: The Gathering.

#### Divas Revolution; PCB (2015–2016)
Lynch fez sua estreia no roster principal em 13 de julho no Raw, junto com Charlotte e Sasha Banks após Stephanie McMahon promove-las para uma "revolução" na Divisão das WWE Divas. Lynch e Charlotte se aliaram com Paige enquanto Banks se aliou com Naomi e Tamina Snuka, rivalizando com elas e a equipe entre The Bella Twins (Brie e Campeã das Divas Nikki Bella) e Alicia Fox. A equipe de Lynch inicialmente foi nomeada "Submission Soronity", mas em seguida foi renomeada para "Team PCB" devido a um site pornográfico que possuía o mesmo nome. Ela então fez sua estreia no ringue em 20 de julho no Raw, onde ela e Paige perderam para Sasha Banks e Naomi. Em 28 de julho no Main Event, Lynch obteve sua primeira vitória sozinha ao derrotar Brie Bella. As equipes então se enfrentaram no SummerSlam em um combate de tripla ameaça de eliminação, onde a equipe de Lynch venceu após Lynch pinar Brie Bella.
Em 31 de agosto, no Raw, todas as integrantes da equipe PCB se enfrentaram em um combate "Beat the Clock" para determinar a desafiante ao Campeonato das Divas de Nikki Bella, onde Charlotte venceu. Em 20 de setembro, Charlotte venceu o título das Divas no Night of Champions, e na noite seguinte, no Raw, Paige cortou uma worked shoot promo sob as outras lutadoras da divisão, incluindo Charlotte e Lynch enquanto Charlotte comemorava sua vitória; na qual clamou que Charlotte apenas estava na WWE devido seu pai, Ric Flair, e que Lynch era a mais irrelevante da divisão, tornando-se uma vilã no processo.  Durante outubro, Paige tentou se reconciliar com Charlotte e Lynch, levando-as a um combate de equipes em 26 de outubro no Raw, onde Paige as atacou após o combate. Em 2 de novembro no Raw, Lynch competiu em uma luta fatal-4-Way para determinar a desafiante ao título de Charlotte, mas Paige venceu após piná-la. Uma semana depois no Raw, Lynch derrotou Paige em um combate.
Em 30 de novembro no Raw, Charlotte começou a demonstrar táticas de vilã após derrotar Lynch fingindo uma lesão na perna, seguido por uma distração de seu pai, Ric Flair. Durante dezembro elas começaram a se estranharem, e em 4 de janeiro de 2016 no Raw, Charlotte veio a atacar Lynch após Lynch derrotá-la em um combate, oficializando o fim da parceria entre elas.
Após se desaliar de Charlotte, Lynch veio a derrotá-la novamente três dias depois em 7 de janeiro no SmackDown. Em 24 de janeiro no Royal Rumble, Lynch lutou pelo Campeonato das Divas da WWE de Charlotte, mas perdeu após interferência de Ric Flair.

"Lynch é o motivo do surgimento inicial da "Revolução das Divas". Seu enredo com Charlotte é talvez o mais planejado do roster principal. E funcionou."

Dave Meltzer em fevereiro de 2016
Na noite seguinte no Raw, Lynch enfrentou Banks em um combate antes de salvá-la de um ataque de Naomi e Tamina, levando-as a se aliar contra a dupla e enfrentá-las em um combate de equipes no Fastlane, onde venceram. Na noite seguinte no Raw, foi anunciado que Lynch e Banks se enfrentariam em uma luta para determinar a desafiante de Charlotte ao Campeonato das Divas na WrestleMania 32. Entretanto, o combate acabou em no-contest após um duplo pinfall. Três dias depois no SmackDown, Lynch e Banks se enfrentaram em um novo combate, porém foram atacadas por Charlotte, resultando também em no-contest. Devido a interferência de Charlotte, uma luta de tripla ameaça foi anunciada mais tarde entre elas para o pay-per-view. No evento, foi anunciado que o Campeonato das Divas da WWE seria desativado após a luta e que a campeã seria a campeã inaugural do Campeonato das Mulheres da WWE, onde Charlotte venceu o combate.
Após a WrestleMania, Lynch iniciou uma rivalidade com Emma, sendo derrotada por ela em 2 de maio no Raw e derrotando-a com Charlotte três dias depois no SmackDown em um combate de equipes com Natalya. Em 9 de maio no Raw, Lynch foi atacada por Emma e Dana Brooke em um segmento nos bastidores. Três dias depois em 12 de maio no SmackDown, Lynch perdeu um combate para Brooke após distração de Emma e em 16 de maio no Raw quando Brooke estava sozinha devido uma lesão que Emma havia sofrido nas costas. No Money in the Bank, ela e Natalya foram derrotadas por Charlotte e Brooke e após o combate, Natalya atacou Lynch. Isto levou a um combate entre as duas no Battleground, onde Natalya derrotou Lynch.

#### SmackDown (2016–2018)
Lynch foi transferida para o SmackDown durante o Draft realizado em 19 de julho. Ela fez sua estreia na semana seguinte, derrotando Natalya em uma revanche, para depois ser confrontada por todas as outras lutadoras do plantel. No SmackDown de 16 de agosto, ele fez dupla com Carmella para derrotar Natalya e Alexa Bliss depois destas serem distraídas por Eva Marie e Naomi. No SummerSlam, Lynch, Carmella e Naomi foram derrotadas por Natalya, Bliss e Nikki Bella em uma luta de trios.
No SmackDown de 23 de agosto foi anunciada a criação do Campeonato Feminino do SmackDown. A primeira campeã seria determinada no Backlash em uma luta six pack challenge de eliminação. Lynch conquistou o título depois de eliminar por último Carmella, sendo este seu primeiro campeonato vencido na WWE. A primeira defesa ao título estava marcada para ocorrer no No Mercy contra Alexa Bliss, mas a luta foi cancelada devido Lynch ter sofrido uma leve lesão, levando a luta a ser remarcada para 8 de novembro no SmackDown, onde Lynch defendeu o título com sucesso. Entretanto, o árbitro não havia visto o pé de Bliss nas cordas enquanto Lynch aplicava o Diss-arm-her. Em 20 de novembro, as duas se aliaram para o Survivor Series como parte da equipe feminina do SmackDown contra a equipe feminina do Raw, onde perderam após Lynch ser a última eliminada de sua equipe, por cortesia de Bayley. No TLC pay-per-view, Lynch defendeu sem sucesso o título contra Bliss em uma luta de mesas, após Lynch quebrar a mesa devido um powerbomb de Bliss. Em 13 de dezembro no SmackDown, Lynch derrotou Bliss por contagem em uma luta pelo título, mas devido ao resultado, Bliss permaneceu como campeã. Em 20 de dezembro no SmackDown, Lynch lutou sob uma fantasia e nome de ringue "La Luchadora", derrotando Bliss e se revelando após o combate, levando Lynch a ganhar uma oportunidade pelo título na semana seguinte, onde Lynch perdeu após um ataque sofrido por outra pessoa na fantasia de La Luchadora. Em 17 de janeiro, Lynch enfrentou Bliss pelo título em uma luta em uma jaula de aço, onde perdeu após uma interferência de "La Luchadora", na qual foi revelada ser Mickie James após Lynch retirar sua máscara.

## Vida pessoal
Quin foi fã de luta livre profissional enquanto criança e costumava assistir com o seu irmão que também lutou sob o nome de ringue Gonzo de Mondo. Quin já fez aulas de  transação, natação e basquete. Antes de começar a treinar como lutadora, ela tinha problemas com álcool, mas diz que a luta livre a ajudou a superar.
Quin frequentou a faculdade estudando filosofia, história e política, mas disse "ter odiado" a experiência e abandonou os estudos.
Durante o tempo longe da luta livre, Quin trabalhou como atriz em pequenos papéis, incluindo o mais notório o seriado "Vikings" em 2012. Ela se formou em teatro na Dublin Institute of Technology e frequentou a Columbia College Chicago na Gaiety School of Acting. Ela também trabalhou como aeromoça na Aer Lingus por dois anos e meio. Atualmente, Rebecca está noiva de Colby Lopez, mais conhecido como Seth Rollins. O casal ficou noivo em 22 de agosto de 2019. Rollins também trabalha para a WWE no programa Raw. Em 11 de maio de 2020, Quin anunciou no programa Raw, que ela e Colby estão esperando o primeiro filho(a). O casal também confirmou a chegada do bebê para Dezembro.

## No wrestling
- Movimentos de finalização
  - Como Becky Lynch
    - Dis-arm-her[113] (Fujiwara Armbar, enquanto sentada de joelhos nas costas do oponente)[114][115] — 2014–presente
    - Exploder suplex[116] — 2014; usado como movimento de assinatura posteriormente
    - Four-Leg Clover[49] (Figure-four leglock revertido)[117] — 2014; usado como movimento de assinatura posteriormente
    - Pumphandle side slam[60] — 2015–presente

  - Como Rebecca Knox
    - Exploder suplex[2][4]
    - Hard Knox (Leg hook sitout suplex slam)[2][4]
- Movimentos secundários
  - Back kick[91][94]
  - Corner springboard side kick[118][119][120]
  - Electric chair drop[54][77]
  - European uppercut[121][122]
  - Front missile dropkick[51][118]
  - Japanese arm drag, as vezes repetido sucessivamente[123][124][125]
  - Lass-plex[126] (Pumphandle suplex)[127][128]
  - Leg lariat[121][129]
  - Múltiplos leg drops correndo, com teatralidades[115][127]
  - Springboard leg drop,[2] as vezes enquanto aplicando um double jump[2]
- Lutadores de quem foi manager
  - The Knight Dynasty (Saraya Knight e Britani Knight)[38]
- Managers
  - Scotty Mac[21]
- Alcunhas
  - "K-Nox"[2]
  - "The (Self-Proclaimed) Irish Lass Kicker"[130][131]
  - "Maiden Ireland"[132]
  - "The Man"
  - "Becky Balboa"[133]
  - "Becky 2Belts"
- Temas de entrada
  - "U Can't Touch This" por MC Hammer[134] (Circuito independente)
  - "Celtic Invasion" por CFO$[135] (NXT/WWE; 18 de dezembro de 2014–presente)

## Campeonatos e prêmios
- Pro Wrestling Illustrated
  - O PWI classificou-a como a 17ª melhor lutadora na PWI Female 50 em 2015.[136]
- Queens of Chaos
  - Campeonato Mundial da Queens of Chaos (Uma vez)[13]
- SuperGirls Wrestling
  - Campeonato SuperGirls (Uma vez)[2][21]
  - Torneio do Campeonato SuperGirls (2005)[2]
- Wrestling Observer Newsletter
  - Pior Rivalidade do Ano (2015) Team PCB vs. Team B.A.D. vs. Team Bella[137]
- WWE
  - Campeonato Feminino do SmackDown da WWE (4 vezes)[138]
  - Campeonato Feminino do Raw da WWE (2 vezes)[139]
  - Campeonato Intercontinental Feminino da WWE (1 vez, atual)
  - Campeonato de Duplas Femininas da WWE (2 vezes) – com Lita (1) e Lyra Valkyria (1)[140]
  - Vencedora do Royal Rumble (2019)[141]